# Cluee News
Mikael John Robert Hallström, född 28 januari 1987 i Varberg, är en svensk youtubare och artist, mer känd som Cluee News och tidigare även Clueless Swede och 2 Världar. På Youtube har han en kanal som 2024 hade omkring 247 000 prenumeranter, där han rapporterar nyheter som är relaterade till den svenska Youtube-gemenskapen och sociala medier i Sverige överlag.
Hallström placerades på elfte plats i kategorin Göteborg i Maktbarometern 2020, vilket är en årlig lista som sätts samman av Medieakademin.

## Biografi
Mikael Hallström föddes 1987 i Varberg och flyttade till Göteborg vid 6 års ålder. Under artistnamnet  2 Världar började han redan 2007 att släppa rapplåtar. Numera[när?] är han verksam under pseudonymen Cluee News och driver en populär svensk kanal på Youtube inom nyhetsrapporting.
Vid sidan av nyhetsrapporteringen på Youtube har Hallström tidigare varit manager åt ett flertal mindre youtubare, via nätverket Ninetone Records. Under 2019 släppte han ett album på flera digitala plattformar och 2021 släppte han bland annat singeln Lamborghini tillsammans med Joakim Lundell. Under 2021 skrev Hallström tillsammans med Pernilla Karlsson självbiografin Förbjuden kärlek, om hur han i tonåren träffade sin blivande fru Ranja och hur de tvingades träffa varandra i smyg, med skräcken för vad som skulle ske om hennes muslimska familj upptäckte att hon dejtade en ”svenne”.

## Diskografi

### Musikalbum
- 2013 – Hollywood Look ft. Broshan
- 2019 – Ur dagboken ft. Rabih

### Singlar (i urval)
- 2018 – Faller ft. Anjo, Shazaam
- 2020 – Fakkboi ft. Rabih
- 2021 – Inte utan dig ft. Rabih
- 2021 – Lamborghini ft. Von Anka
- 2021 – Mia Khalifa ft. Elvis
- 2021 – Tårar blir till is - Remix